# Haardtrand – Am Goldberg
Haardtrand – Am Goldberg ist ein Naturschutzgebiet im Landkreis Bad Dürkheim.

## Lage
Das Naturschutzgebiet befindet sich am Haardtrand innerhalb der Gemarkung der Ortsgemeinde Neuleiningen und besteht aus zwei Teilflächen. Die südliche erstreckt sich östlich des Ortskerns am Osthang des Schlossberg und wird im Süden durch die Landesstraßen 517 sowie Landesstraße 520 begrenzt. Der nördliche Teil befindet sich nordöstlich der Bebauung zwischen der Landesstraße 453 und der Bundesautobahn 6.

## Objekte
Innerhalb des Naturschutzgebiets befindet sich mit der Felsenreihe im südlichen Teil ein Naturdenkmal und in Form eines Wegekreuzes ein Kulturdenkmal. Teile des Naturschutzgebiets gehören zum Weinanbaugebiet Pfalz.

## Geschichte
Das Naturschutzgebiet wurde am 22. November 1990 eingerichtet.